# Saint-Denis (Reunion)
Saint-Denis (Saint-Denis de la Réunion) – stolica francuskiej wyspy Reunion.
Saint-Denis jest największym miastem tej wyspy – ma ponad 145 tys. mieszkańców. W jego pobliżu znajduje się lotnisko Aéroport de la Réunion Roland Garros. Miasto założył Étienne Régnault w 1669, a stolicą wyspy jest od 1738 roku.

## Turystyka
- Katedra Saint-Denis
- Meczet Nur-e-Islam, najstarszy istniejący na ziemi francuskiej (1905).
- Ogród Państwa i Muzeum Historii Naturalnej Reunion

## Miasta partnerskie
- Nicea, Francja, od 1961
- Metz, Francja, od 1986
- Tanger, Maroko
- Taiyuan, Chiny, od 2012

## Sławni urodzeni w Saint-Denis
Skazany na wygnanie w Reunion, marokański Rais Abd al-Karim mieszkał kilka lat w Saint-Denis od 1926.
- Gideon François Bailly Monthion (1776–1850), generał, którego nazwisko znajduje się na Łuku Triumfalnym w Paryżu
- August Lacaussade (1815–1897), poeta.
- Félix Guyon (1831–1920), urolog.
- Ambroise Vollard (1866–1939), marszand i właściciel galerii.
- Roland Garros (1888–1918), lotnik.
- Raymond Barre (1924–2007), polityk.
- Daniel Sangouma (1965), sprinter.
- Willy Grondin (1974), piłkarz.
- Daniel Narcisse (1979), francuski piłkarz ręczny.